# Keratella cruciformis
Keratella cruciformis är en hjuldjursart som först beskrevs av Thompson 1892.  Keratella cruciformis ingår i släktet Keratella och familjen Brachionidae. Arten är reproducerande i Sverige. Inga underarter finns listade i Catalogue of Life.